# Шерин, Михаил Владимирович
Михаи́л Влади́мирович Ше́рин (род. 22 августа 1973 года, пос. Крутая Горка, Омская область, СССР) — российский религиозный деятель. 
Старший пресвитер (епископ) Объединения церквей евангельских христиан-баптистов Красноярского края и Республики Тыва (с 10 марта 2010 по 26 март 2018 года).
Пресвитер Церкви евангельских христиан-баптистов "Слово Истины" г. Красноярск (с 2016).

## Биография
Родился 22 августа 1973 года в посёлке Крутая Горка Омской области.
В 1988 году окончил среднюю школу и поступил в Красноярский техникум железнодорожного транспорта.
В 1991—1993 годах проходил срочную службу в Пограничных войсках.
В 1994—1995 годах прошёл обучение в Красноярском библейском колледже.
В 1998 году в церкви евангельских христиан баптистов «Благодать» в Красноярске был рукоположён на пасторское служение и служил молодёжным пастором.
В 2004—2008 годах учился на богословском отделении Новосибирской библейской богословской семинарии.
10 марта 2010 года избран епископом Объединения церквей евангельских христиан-баптистов Красноярского края и Республики Тыва и совершал это служение до марта 2018 года. С 2010 года является членом Совета при Председателе Российского союза евангельских христиан-баптистов.
В 2016 году избран пресвитером образовавшейся церкви «Слово Истины» г. Красноярска.
Член Совета по взаимодействию с религиозными объединениями при губернаторе Красноярского края.
Владеет древнееврейским и древнегреческим языками.
Женат, вместе с женой Светланой, воспитывают пять детей.